# The Italian Stallion
The Italian Stallion (englisch für: „der Italienische Hengst“) ist das Debütalbum des Rappers Famoe. Es wurde am 8. September 2006 über das Label Rap & Rhymes Records veröffentlicht.

## Produktion
Bei dem Album fungierte Digital Clue als ausführender Produzent.

## Covergestaltung
Das Albumcover ist mit einer italienisch Flagge im Hintergrund gehalten und zeigt Famoe.

## Gastbeiträge
Auf sieben Liedern des Albums sind neben Famoe andere Künstler vertreten. So hat der Rapper BIG-Q & DJ LBD einen Gastauftritt im Interlude, während der Track Capone Soldiers eine Kollaboration mit Lady Lucious. Auf Most Wanted arbeitet Famoe außerdem mit der Rapgruppe Major Game zusammen. Auf Can’t go for that New Jerseys Rapper Eclipse. The World is yours mit J-Rock und der französischen Sängerin Keyàli. Bei A Dream Comes True arbeitet Famoe mit RnB Sänger O.D und bei The Italian Stallion ist Raptile mit einem Shout out vertreten.

## Titelliste
| #  | Titel                | Gastmusiker         | Produzent    | Länge |
| -- | -------------------- | ------------------- | ------------ | ----- |
| 1  | Interlude            | BIG-Q, DJ LBD       | Digital Clue | 1:24  |
| 2  | Knockout             |                     | Digital Clue | 3:25  |
| 3  | Capone Soldiers      | Lady Lucious        | Digital Clue | 3:28  |
| 4  | Most Wanted          | Major Game          | Digital Clue | 3:57  |
| 5  | Can’t go for that    | Eclipse             | Digital Clue | 3:31  |
| 6  | Real Fans            |                     | Digital Clue | 2:44  |
| 7  | The World is Yours   | J-Rock, Keyàli      | Digital Clue | 3:46  |
| 8  | A Dream Comes True   | O.D                 | Digital Clue | 3:49  |
| 9  | Mama                 |                     | Digital Clue | 3:41  |
| 10 | Some Flows           |                     | Digital Clue | 3:24  |
| 11 | Rap & Rhymes Records |                     | Digital Clue | 3:29  |
| 12 | Welcome 2            |                     | Digital Clue | 1:57  |
| 13 | The Italian Stallion | Raptile (Shout out) | Digital Clue | 3:32  |
| 14 | Party Up             |                     | Digital Clue | 2:58  |
| 15 | Worldwide            |                     | Digital Clue | 3:43  |
| 16 | Outro                |                     | Digital Clue | 1:36  |
| 17 | Rest in Peace        |                     | Digital Clue | 4:08  |